# ژرف‌دره ساماریا

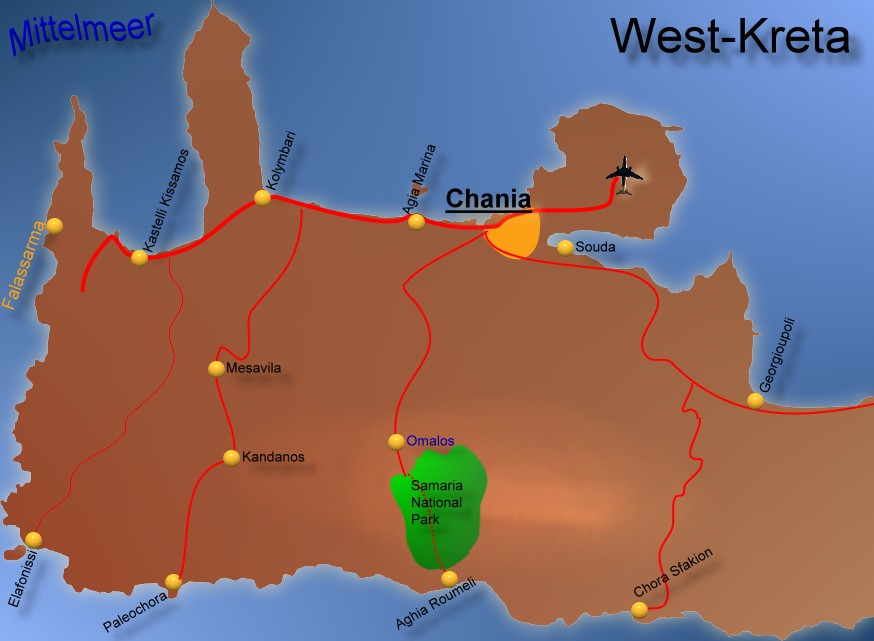
پارک ملی ژرف‌دره ساماریا

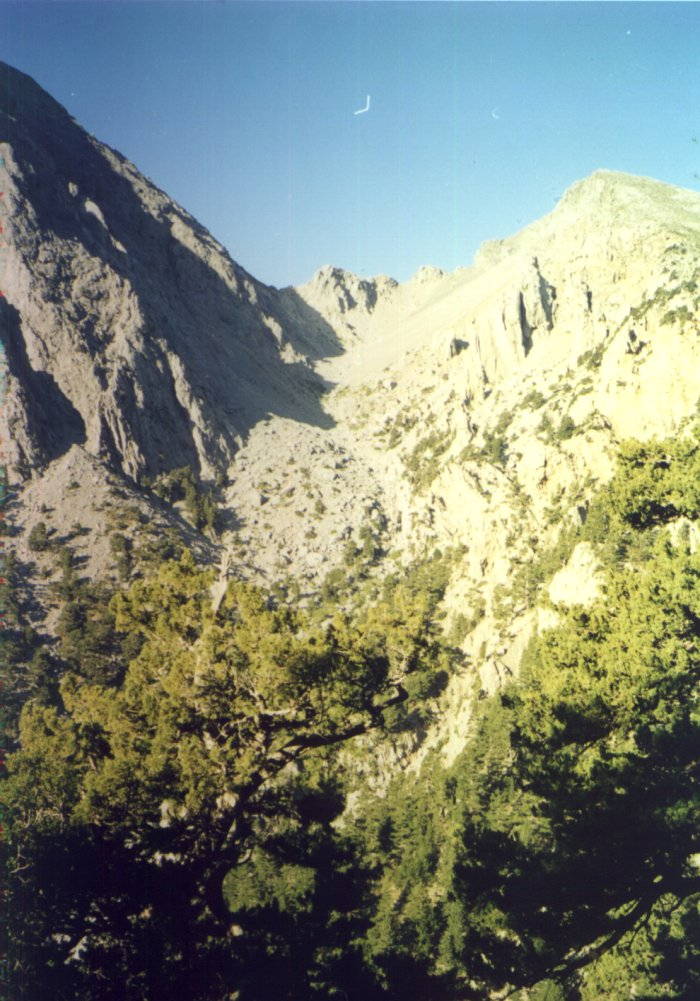
ژرف‌دره ساماریا

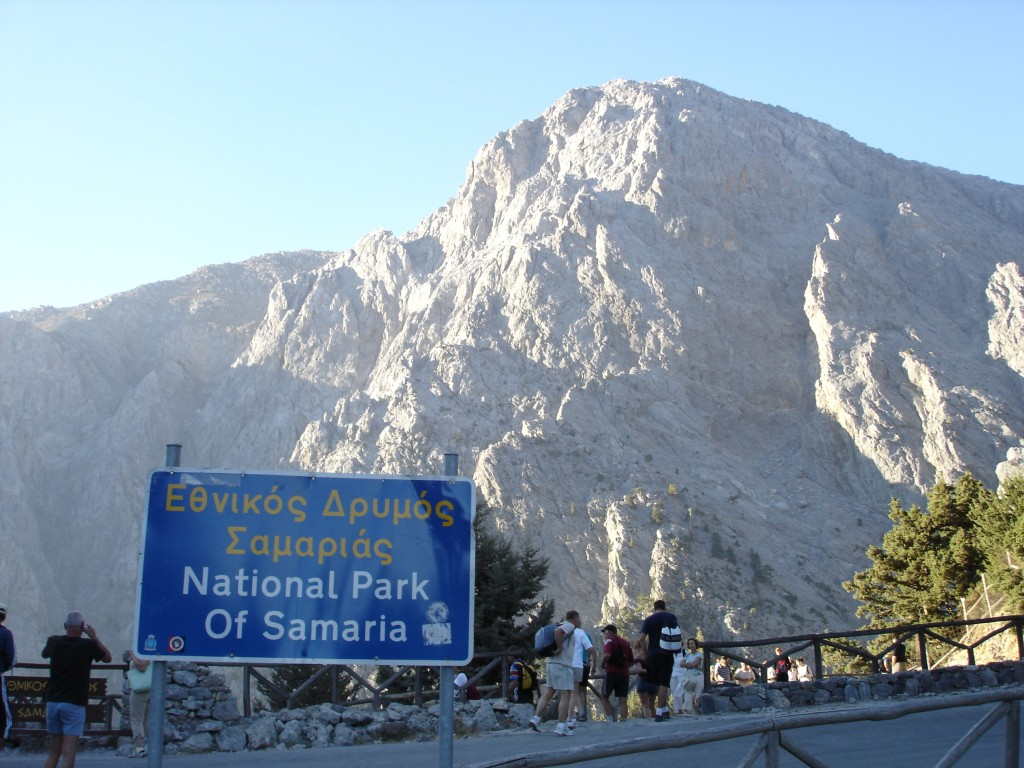
ورودی دره

تنگه ساماریا (یونانی: Φαράγγι Σαμαριάς یا Φάραγγας) یک پارک ملی در یونان در جزیره کرت است که در سال ۱۹۶۲ به عنوان پارک ملی ثبت شده‌است. این مکان یکی از جاذبه‌های گردشگری اصلی جزیره - و یک ذخیره‌گاه زیست‌کره جهانی است.